# Mal d'Africa
Pour plus de détails, voir Fiche technique et Distribution.
Mal d'Africa est un film d'aventures italien réalisé par Sergio Martino et sorti en 1990.

## Synopsis
Tony the Palm vit au Kenya, où il aide le Dr Sean dans son travail de protection des animaux. Sa romance avec Julia fait remonter à la surface le passé qu'il fuit et qui le hante à des milliers de kilomètres de New York, où il est recherché pour meurtre. L'Afrique n'est pas assez sûre non plus, et Tony doit faire face à son passé.

## Fiche technique
- Titre original italien : Mal d'Africa[1]
- Réalisation : Sergio Martino
- Scénario : Luciano Martino, Sauro Scavolini, Federica Martino, Maria Perrone Capano
- Photographie : Sergio Salvati (it)
- Montage : Daniele Alabiso (it)
- Musique : Luciano Michelini (it)
- Décors : Massimo Antonello Geleng
- Costumes : Valentina Di Palma
- Production : Luciano Martino
- Société de production : Dania Film, Medusa Distribuzione, National Cinematografica, Reteitalia
- Pays de production :  Italie
- Langue originale : italien
- Format : Couleurs - Son Dolby
- Genre : film d'aventures
- Durée : 97 minutes
- Date de sortie : 
  - Italie : 21 mars 1990

## Distribution
- Senta Berger : Emanuela
- John Richardson : Vittorio
- Alessandro Cocco : Gianluca
- Caterina Boratto : la princesse
- Lino Toffolo : le Baron Rouge
- Mario Erpichini : Giorgio Savona
- Renzo Marignano : Pietro, le chauffeur
- Duilio Cruciani : Marco
- Brizio Montinaro : le professeur
- Sabina Gaddi : Olga
- Carla Mancini :
- Bernardo Toccaceli :
- Lorenzo Piani :
- Gildo Di Marco : Giuseppe